# ۲ روز و ۱ شب
دو روز و یک شب (به انگلیسی: 2Days & 1 Night، به کره‌ای: 1박 2일) یک برنامه واقع‌گرا-متنوع کره جنوبی است که از ۵ اوت ۲۰۰۷ از کی‌بی‌اس۲ پخش می‌شود. بازیگران فعلی برنامه کیم جونگ مین، یئون جونگ هون، مون سه یون، کیم سون هو، دین‌دین و راوی هستند.